# Fritz Schäfer
Pour les articles homonymes, voir Schäfer.
Fritz Schäfer, né le 7 septembre 1912 à Pirmasens et mort le 15 octobre 1973 à Ludwigshafen, est un lutteur allemand spécialiste de la lutte gréco-romaine.

## Carrière
Fritz Schäfer participe aux Jeux olympiques d'été de 1936 à Berlin et remporte la médaille d'argent dans la catégorie des poids mi-moyens.